# Station Mattarello
Station Mattarello is een spoorwegstation aan de Brennerspoorlijn in de wijk Mattarello van de stad Trente (Italië-Trentino).